# Tamgrinia tulugouensis
Tamgrinia tulugouensis är en spindelart som beskrevs av Wang 2000. Tamgrinia tulugouensis ingår i släktet Tamgrinia och familjen mörkerspindlar. Inga underarter finns listade i Catalogue of Life.